# Thrasya robusta
Thrasya robusta är en gräsart som beskrevs av Albert Spear Hitchcock och Mary Agnes Chase. Thrasya robusta ingår i släktet Thrasya och familjen gräs. Inga underarter finns listade i Catalogue of Life.